# Ordnungspolizei
La Ordnungspolizei u OrPo (traducible al español como: «Policía del Orden») constituyó la fuerza regular de policía uniformada en la Alemania nazi y la Europa bajo ocupación alemana, que existió entre 1936 y 1945. 
Debido a sus uniformes de color azul, se refirió también a como Blau Polizei —«policía azul»—. La Orpo se estableció como una organización centralizada que unificaba las fuerzas de policía municipal o urbana y las fuerzas uniformadas rurales que estaban organizadas estado por estado. Finalmente, el Orpo controló casi todas las fuerzas de mantenimiento de la ley y de respuesta a emergencias del Tercer Reich, incluyendo bomberos, guardacostas, defensa civil, e incluso los vigilantes nocturnos. Durante la Segunda Guerra Mundial la Policía uniformada jugó un importante papel en la perpetración del Holocausto, a través tanto de profesionales de carrera como de los reservistas del cuerpo.

## Historia
El Reichsführer-SS Heinrich Himmler fue nombrado Chef der Deutschen Polizei im Reichsministerium des Innern (Jefe de la Policía alemana en el Ministerio del Interior) el 17 de junio de 1936, después de que Hitler anunciase un decreto por el cual "unificaba el control de las funciones policiales en el Reich". Tradicionalmente, la aplicación de la ley en Alemania había sido una responsabilidad de ámbito estatal y local bajo la Landespolizei y la Schutzpolizei. En su nuevo puesto, Himmler estaba subordinado nominalmente al Ministro del Interior, Wilhelm Frick. Sin embargo, el decreto subordinaba efectivamente la policía a las SS, lo que prácticamente la dejaba independiente del control de Frick. Himmler ganó autoridad en cuanto todas las fuerzas uniformadas de seguridad en Alemania se fusionaron en la nueva Ordnungspolizei, cuya oficina central pronto se llenó de oficiales de las SS.
La policía alemana quedó dividida en dos fuerzas: la Ordnungspolizei (OrPo, o policía regular) y la Sicherheitspolizei (SiPo, o policía de seguridad), que había sido establecida en junio de 1936. La OrPo asumió las funciones de fuerza policial uniformada mientras que la SiPo estuvo compuesta por la policía secreta del estado (Geheime Staatspolizei o Gestapo) y la policía de investigación criminal (Kriminalpolizei o KriPo). La Kriminalpolizei fue un cuerpo de detectives e investigadores profesionales que participaban en la lucha contra los crímenes comunes, mientras que la Gestapo estaba dedicada a la lucha contra el espionaje y la disidencia política. El 27 de septiembre de 1939 el Servicio de seguridad de las SS, la Sicherheitsdienst (SD), y la SiPo fueron unificados en la Oficina central de Seguridad del Reich (Reichssicherheitshauptamt o RSHA). La RSHA simbolizó la estrecha relación entre las SS (una organización del partido) y la policía (un organismo estatal).
Entre 1939 y 1945, la Ordnungspolizei mantuvo desplegadas por Europa algunas formaciones militares independientes de las oficinas centrales de policía en Alemania. Estas primeras formaciones fueron los Batallones de Policía (SS-Polizei-Bataillonen), con diversas funciones auxiliares fuera de Alemania, incluyendo las operaciones anti-partisanas, construcción de complejos defensivos (por ejemplo, el Muro atlántico), y en operaciones militares propiamente dichas. Con el avance de la contienda, las funciones de cada uno de estos batallones variaron según las necesidades. Por regla general, las unidades de la SS Polizei apenas si participaron en combates.
Durante la invasión de Polonia en 1939, los Batallones de Policía cometieron numerosas atrocidades contra las poblaciones polaca y judía y como fuerzas de seguridad patrullaban los perímetros de los guetos judíos en Polonia (las SS, la SD, y en algunos casos la KriPo eran responsables de la seguridad interna de los guetos junto a la administración judía). Desde finales de 1941 los Batallones de Policía, junto a otras fuerzas locales de seguridad, colaboraron en el transporte de los judíos desde los guetos de Polonia y la URSS hasta los campos de concentración, al igual que en las operaciones de detención y ejecución de los judíos que se encontraban fuera de los guetos. A veces operando de forma independiente, y otras en conjunto con los Einsatzgruppen, los Batallones de Policía constituyeron un elemento básico en la ejecución de la "Solución Final" durante la Operación Barbarroja, la invasión de la Unión Soviética que comenzó el 22 de junio de 1941. Estos batallones, a veces integrados en regimientos de Policía o bien en unidades separadas que dependían de los SS- und Polizeiführer, formaron parte de la primera y segunda olas de ejecuciones masivas que asolaron la URSS en 1941-1942, y también en las masacres ocurridos en Polonia. En estas fechas, los batallones de la OrPo se vieron directamente involucrados en la muerte de al menos 1 millón de personas.
Al finalizar la Segunda Guerra Mundial la OrPo dejó de existir, pero muchos de sus antiguos miembros continuaron ejerciendo sus funciones policiales para las Fuerzas aliadas de ocupación. En la Alemania oriental pasaron a integrarse en la fuerza de policía estatal (Volkspolizei), mientras en la Alemania occidental la estructura policial fue descentralizada otra vez (como ya lo había sido hasta 1936), con cada uno de los nuevos Estados federados estableciendo su propia fuerza de policía (Landespolizei), sistema que ha pervivido hasta la actualidad.

## Organización

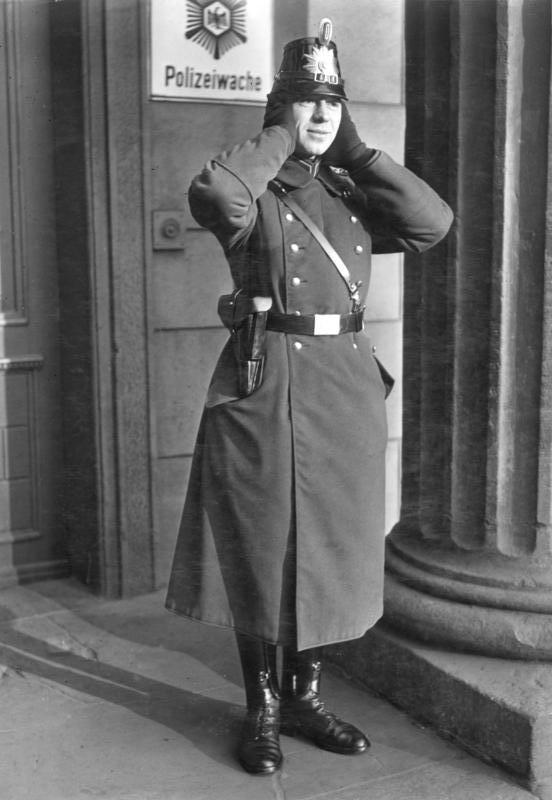
Policía alemán en Berlín, 1937.

La Orpo estaba bajo control del Reichsführer-SS Heinrich Himmler, que era el Chef der Deutschen Polizei im Ministerium des Innern (Jefe de la Policía alemana en el Ministerio del Interior). Inicialmente estuvo dirigida por el SS-Oberstgruppenführer und Generaloberst der Polizei Kurt Daluege, pero en 1943 Daluege sufrió un fuerte ataque al corazón y fue destituido de sus funciones. Sería reemplazado por el SS-Obergruppenführer und General der Waffen-SS und der Polizei Alfred Wünnenberg, que ocupó el cargo hasta el final de la contienda.
La Policía uniformada constituía una de las dos fuentes de recursos humanos que abastecían de personal a los Einsatzgruppen, mientras que las Waffen-SS constituían la otra fuente.

## División SS-Polizei
El brazo militar básico de la Ordnungspolizei fue la SS-Polizei-Division, más tarde la 4.ª División Panzergrenadier de las Waffen-SS. Empleada principalmente como formación de reserva y de retaguardia, la División Polizei fue más conocida por su falta de capacidades militares y habilidades en el combate. La unidad estuvo formada por 4 regimientos de policía, compuestos a su vez por personal de la OrPo y que se solían utilizar para rotar al servicio militar a miembros de la policía, a fin de no perder el personal policial en favor de la Wehrmacht por la orden general de militarización.
En las últimas semanas de la guerra numerosos regimientos de la OrPo y la SS-Polizei fueron transferidos a las Waffen-SS para formar parte de la 35.ª División de Granaderos SS y Policía, que combatiría en las últimas batallas de la guerra.

## Directores de la OrPo
| # | Imagen | Nombre            | Inicio                | Final                | Notas |
| - | ------ | ----------------- | --------------------- | -------------------- | --- |
| 1 |        | Kurt Daluege      | 26 de junio de 1936   | 31 de agosto de 1943 | Designado por Himmler como director de la OrPo tras la reorganización de esta, permaneciendo en el cargo hasta 1943 cuando renunció por problemas de salud. |
| 2 |        | Alfred Wünnenberg | 23 de octubre de 1943 | 23 de mayo de 1945   | Reemplazó a Daluege como director luego de que este renunciara por motivos de salud, y permaneció en el cargo hasta la disolución del mismo en 1945.        |

## Rangos
Generalato
| Rango del Orpo (oficiales generales) | Equivalencia en la SS | Equivalencia                   | Hombro | Cuello1936-42 | Cuello1942-45 |
| Chef der Deutschen Polizei           | Reichsführer-SS       | General Director               |        |               |               |
| Generaloberst der Polizei            | Oberstgruppenführer   | Coronel general                |        |               |               |
| General der Polizei                  | Obergruppenführer     | General inspector              |        |               |               |
| Generalleutnant der Polizei          | Gruppenführer         | General de división de Policía |        |               |               |
| Generalmajor der Polizei             | Brigadeführer         | General de brigada de Policía  |        |               |               |

Oficialidad
| Rango del Orpo (oficiales) | Equivalencia en la SS | Equivalencia en español | Hombro | Cuello |
| Oberst der Polizei         | Standartenführer      | Coronel                 |        |        |
| Oberstleutnant der Polizei | Obersturmbannführer   | Teniente coronel        |        |        |
| Major der Polizei          | Sturmbannführer       | Comandante (Mayor)      |        |        |
| Hauptmann der Polizei      | Hauptsturmführer      | Capitán                 |        |        |
| Oberleutnant der Polizei   | Obersturmführer       | Teniente                |        |        |
| Leutnant der Polizei       | Untersturmführer      | Alférez Subteniente     |        |        |